# Klotingen
Klotingen ist ein Ortsteil der Gemeinde Welver im Kreis Soest.

## Geografie
Der Ortsteil hat eine Fläche von 6,13 ha. Der höchste Punkt ist 98,07 Meter hoch und befindet sich an der Klotinger Heide.
Klotingen grenzt an sechs weitere Ortsteile Welvers sowie an das Stadtgebiet der Kreisstadt Soest:
- im Norden:Recklingsen
- im Osten: Borgeln, Einecke, Ehningsen
- im Süden: Soest
- im Westen: Flerke, Kirchwelver

## Geschichte
Klotingen wurde 1096 erstmals urkundlich erwähnt, als der Kölner Erzbischof Hermann III. dem Kloster Siegburg ein Gut schenkte. Schon 1685 existierten in Klotingen 32 Höfe, heute existiert nur noch einer.

### Klotinger Ehrenmal
Das Klotinger Ehrenmal soll ursprünglich eine Thingstätte gewesen sein und wurde 1305 erstmals als Freigericht erwähnt. 1871 wurde hier nach dem Deutsch-Französischen Krieg eine Eiche gepflanzt und nach ihrer Zerstörung 1945 durch eine Linde ersetzt. Die Anröchter Sandsteine aus dem Jahr 1955 erinnern an die Gefallenen und Vermissten aus dem Zweiten Weltkrieg.